# 公民意志-綠黨
公民意志-绿党（羅馬化：Irgenii Zorig-Nogoon Nam）是蒙古国的一个政党。

## 简介
该党的前身是“公民意志党”（Irgenii Zorig Nam），成立于2000年3月9日，创党主席为桑加苏伦·奥云。该党的名字因桑加苏伦·奥云被谋杀的哥哥桑加苏伦·卓力格（Sanjaasürengiin Zorig）而得名，后者是蒙古人民共和国1990年民主运动的领袖。
2002年2月22日，“公民意志党”同“蒙古共和党”（扎尔嘎勒赛汗1992年创建）合并大会在乌兰巴托中央文化宫举行。会议决定两党合并，成立“公民意志－共和党”。在这次会议上，800多名代表一致选举原“公民意志党”主席、国家大呼拉尔委员桑加苏伦·奥云担任新成立的“公民意志－共和党”主席。桑加苏伦·奥云在两党合并大会上讲话，表示“公民意志－共和党”的成立是蒙古国政治生活中的大事，该党将和蒙古国其他政党竞争。“公民意志－共和党”号称拥有党员和支持者共10万人。
2004年，扎尔嘎勒赛汗同“公民意志－共和党”领导人桑加苏伦·奥云吵翻，乃脱离该党重组共和党，任共和党主席。“公民意志－共和党”由此分裂，党名恢复为“公民意志党”。
截至2009年时，公民意志党的最高权力机构是全国委员会，有105名委员，每年举行一次大会；最高领导机构是政治委员会，从全国委员会中选举产生，共11人组成；主要宗旨为“反失业、反贫困，反贪污腐败，反酗酒”；该党力主建设“文明的、有创造力的、富强的蒙古”。2009年时，该党有党员及支持者共3.7万人，党主席为桑加苏伦·奥云（国家大呼拉尔委员），副主席为策仁道尔吉·冈呼亚格，总书记为蒙和楚龙·卓里格特。
2008年国家大呼拉尔选举前夕，蒙古民族团结党并入该党。2008年国家大呼拉尔选举中，该党成功赢得一个议席。
2012年1月28日，公民意志党举行第八次代表大会，决定与蒙古绿党合并，更换党名为“公民意志绿党”，还修改党章，更换了党旗和党徽。公民意志绿党设有三名党主席，原公民意志党主席桑加苏伦·奥云、原蒙古绿党主席Д.恩赫巴特、蒙古工商会主席登贝尔勒当选。该党此次更名及修改党章报送蒙古国最高法院审批，于2012年3月12日获得最高法院批准。
在2012年6月28日举行的2012年国家大呼拉尔选举中，公民意志绿党成功赢得2个议席。执政的蒙古人民党仅获76个议席中的27个议席，失去议会第一大党的地位。民主党则获得31席，民主党决定与由蒙古人民革命党和蒙古民族民主党组成的“正义联盟”及公民意志绿党联合组阁，形成阿勒坦呼亚格内阁。